# Blauwe Toren (Gorinchem)
De Blauwe toren was een kasteelcomplex met een imposant stenen donjon dat gelegen was aan de zuidwestelijke kant binnen de vesting Gorinchem ter hoogte van de huidige Tolsteeg, Duivelsgracht en Buiten de Waterpoort aan de rivier de Merwede. Het bouwwerk dat er tussen 1461 en 1578 heeft gestaan, heeft mede door beschrijvingen van de Gorcumse kroniekschrijver Abraham Kemp en de ontdekking van funderingen in 1983 een bijna mythische status gekregen.

## Geschiedenis

### Ontstaan
Na de Arkelse Oorlogen (1402-1412) werd de burcht van de Heren van Arkel ten oosten van de vesting Gorinchem afgebroken. Willem VI van Holland besloot aan de Zuidwestzijde van de vesting een nieuw slot te bouwen. Er is over dit Hollandse kasteel weinig bekend. Het werd gebouwd aan de Merwede als onderdeel van de middeleeuwse vesting en moest bestand zijn tegen zowel belegeringen vanaf de rivierzijde als tegen mogelijke aanvallen vanuit de stad zelf. Voor de bouw moesten onder andere een stadspoort en een nabijgelegen korenmolen, aan het zuidelijke uiteinde van de Molenstraat wijken. In 1440 betaalde Philips de Goede aan de kerk van Gorinchem 17 Wilhelmusschilden en 5 Vlaamse groten omdat hij en zijn voorgangers, Willem V van Holland en Jacoba van Beieren, huizen en hofsteden hadden onteigend. De oppervlakte van het complex besloeg waarschijnlijk een belangrijk deel van het terrein dat later als voorburcht van de Blauwe Toren diende.
Karel van Charolais, later bekend als Karel de Stoute, gaf opdracht in 1461 het Hollandse kasteel uit te breiden en een brug over de Merwede te bouwen. Dit alles omdat hij in een machtsstrijd verwikkeld was met zijn vader Filips de Goede. Hun geschil werd in 1465 weer bijgelegd en zijn ambitieuze plannen werden bijgesteld. Enkel twee stevige torens werden voltooid. De grootste werd aan de buitenzijde bekleed met arduin, een vochtwerende blauwe hardsteen, en kreeg daarom de naam Blauwe Toren.

### Verbouwing
In opdracht van landvoogdes Margaretha van Oostenrijk (1480-1530) werd in 1522 gestart met de bouw van het zo karakteristieke dak met de trapgevels. Bouwmeester was Rombout II Keldermans, persoonlijk architect van Karel V. Het bouwcontract werd op 1 september 1523 getekend door de timmerlieden Jacob Snouc uit Gorinchem en Joos Janssone de Keyser uit Den Haag. Als steenleveranciers werden Michiel Yselwijns en Anthonis de Vleeshouwere vermeld. Het werk was in 1530 afgerond.
In 1578 werd de toren afgebroken omdat deze niet in de nieuwe vestingplannen paste van ontwerper Adriaen Anthonisz. De vrijgekomen stenen werden verwerkt in de nieuwe vesting.

### Legende
Van der Aa meldde dat pas in 1831 de laatste muurresten uit het zicht verdwenen. Deze overblijfselen vormden aanleiding tot het ontstaan van een plaatselijke legende over een slechte slotvrouw die in tijd van hongersnood de onhebbelijke gewoonte had feest te vieren en haar binnenplein schrobde met melk, totdat God er genoeg van kreeg en haar voor straf met kasteel en al in de Duivelsgracht of Duveltjesgracht liet verdwijnen.

### Opgraving en vondsten
In 1983 stuitte men bij het bouwen van nieuwe woningen aan de Krabsteeg-Schuttersgracht op funderingsresten van meer dan negen meter breed. De bouw van nieuwe woningen moest zelfs even worden stilgelegd doordat men de muren niet verwijderd kon krijgen, uiteindelijk heeft men door boringen met een diamantboor de heipalen in de grond gekregen. De oude funderingen zitten nog deels in de grond waardoor in de toekomst nog onderzoek mogelijk is.
Rond 1999 werd de Gorcumse vesting gerenoveerd. Ter versterking van de dijkfunctie werd in Bastion VI een damwand geslagen. Om de aanwezige funderingen van het kasteel te sparen werden allereerst grondboringen en een proefsleuf gegraven, waarna het traject van de wand werd aangepast.
Bij opgravingen in november 2016 werd de fundering van een toren en een stadsmuur gevonden. De resten van de toren en de muur liggen Buiten de Waterpoort, op de plek waar vroeger een café stond. De vondst kreeg veel publiciteit. Het kasteel van Karel de Stoute spreekt in Gorinchem nog steeds tot ieders verbeelding. Nader onderzoek wees uit dat het hier een vestingtoren met muurresten betrof uit de late 14de eeuw, dus van voor de bouw van de Blauwe Toren. Op initiatief van de ontwikkelaar van de op deze plaats geplande nieuwbouw is in 2017 echter een tweede aanvullend bouwhistorisch onderzoek uitgevoerd waaruit geconcludeerd werd dat het toch een kasteelmuur betrof die tevens een functie had in het kader van de stadsverdediging.

## Beschrijving
Het kasteel bestond oorspronkelijk uit twee bouwlagen: een begane grond met daarin onder meer een ‘ridderzaal’  boven overwelfde kelders, waarin de gevangenissen waren opgenomen. Volgens de 17de-eeuwse gegevens had het kasteel muren van 36 voet dik (circa 11,3 meter), in dikte naar boven afnemend tot 29 voet (circa 9,1 meter). Uit een reconstructie van het in 1524 boven op de toren gebouwde blijkt dat met deze maat de dikte van de ring is bedoeld. De muren zelf zullen veel dunner zijn geweest. De totale doorsnede van het kasteel bedroeg onderaan circa 46 meter, naar boven afnemend tot circa 42 meter.
Het lijkt er op dat de afmetingen van de Blauwe Toren een soort ideale maat vertegenwoordigden. Ook de bekendste 14de-eeuwse Europese vorstelijke ronde kastelen zoals het uit de eerste helft van de 14de eeuw daterende Castillo de Bellver (doorsnede circa 45 meter) van Palma de Mallorca en het tussen 1361 en 1377 (door koning Eduard III van Engeland) gebouwde Queenborough Castle (doorsnede circa 44 meter) in Kent (graafschap) hadden vrijwel dezelfde afmetingen. Ruud Meischke beschrijft dat de bouw van de torens een hoogtepunt was in de laat middeleeuwse fortificatiekunde en funderingstechniek. Bij de bouw waren mogelijk meerdere Bourgondische bouwmeesters betrokken.

## Afbeeldingen
Op de stadsplattegrond van Jacob van Deventer (1558) kwam de toren voor en ook cartografen Georg Braun en Frans Hogenberg (1580) hebben de toren (in vierkante vorm) hun stadsgezichtenboek Civitates Orbis Terrarum afgebeeld. Jacob van der Ulft gebruikte hun vierkante toren als een belangrijk element in zijn eigen tekening, die hij vooral baseerde op de beschrijvingen van Abraham Kemp, waarbij hij ook zijn fantasie de vrije loop liet gaan. Zijn voorstelling werd in de eeuwen daarna in meerdere publicaties gekopieerd. Hoewel er ook realistisch werk van Jacob van der Ulft bekend is, zien we een fraai bijvoorbeeld van zijn kunnen op een gouache uit 1654 in de collectie van het Fitzwilliam Museum: het Gorcumse Tolhuis afgebeeld als fictief landhuis. Van der Ulft vergrootte het gebouw en voegde er fraaie architectonische elementen aan toe, alles omgeven door rijke fantasie tuinen.

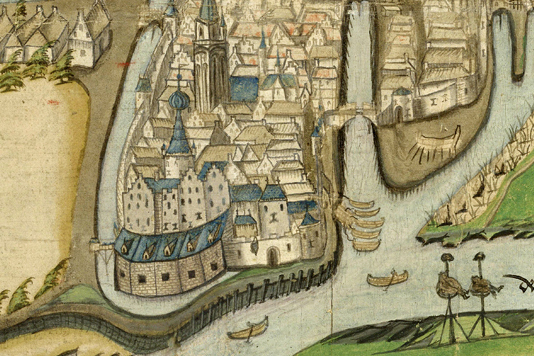
Pieter Sluyter (1553)
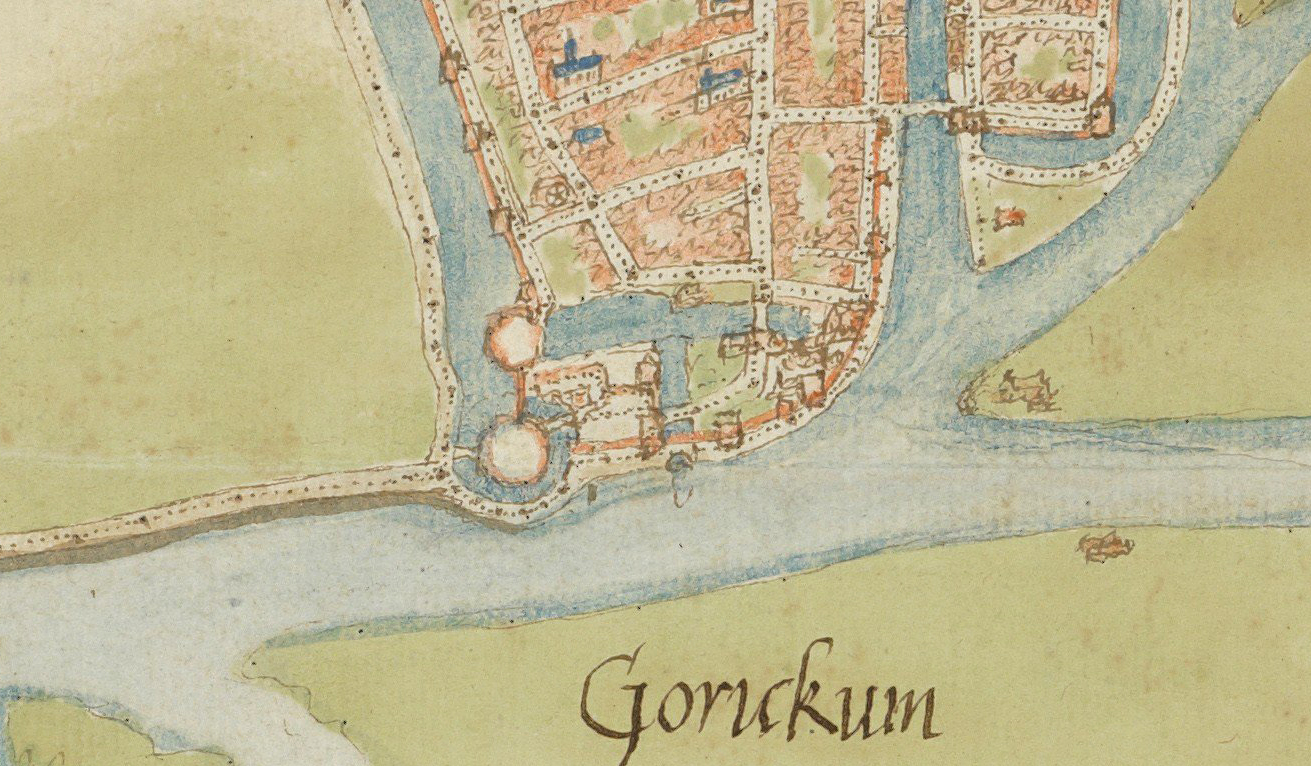
Jacob van Deventer (1558)
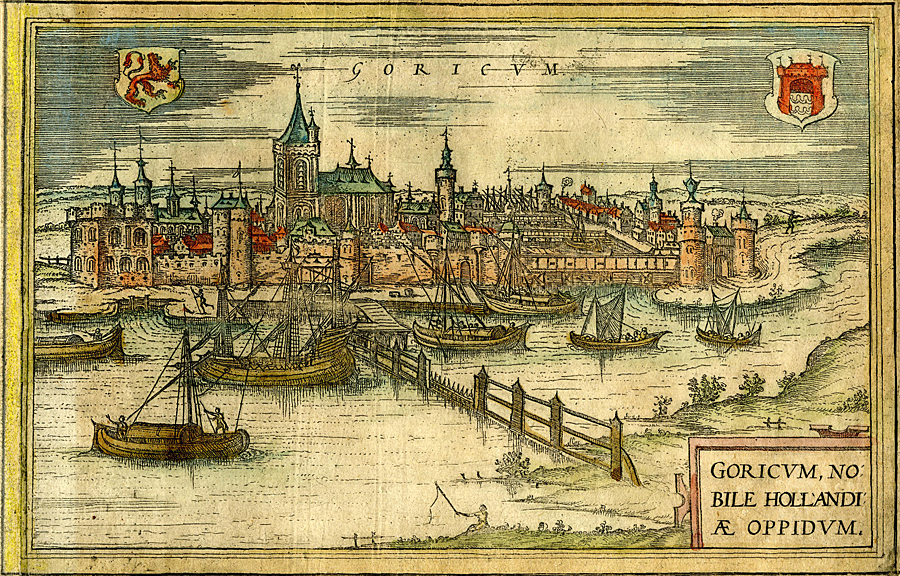
Frans Hogenberg (rond 1580)
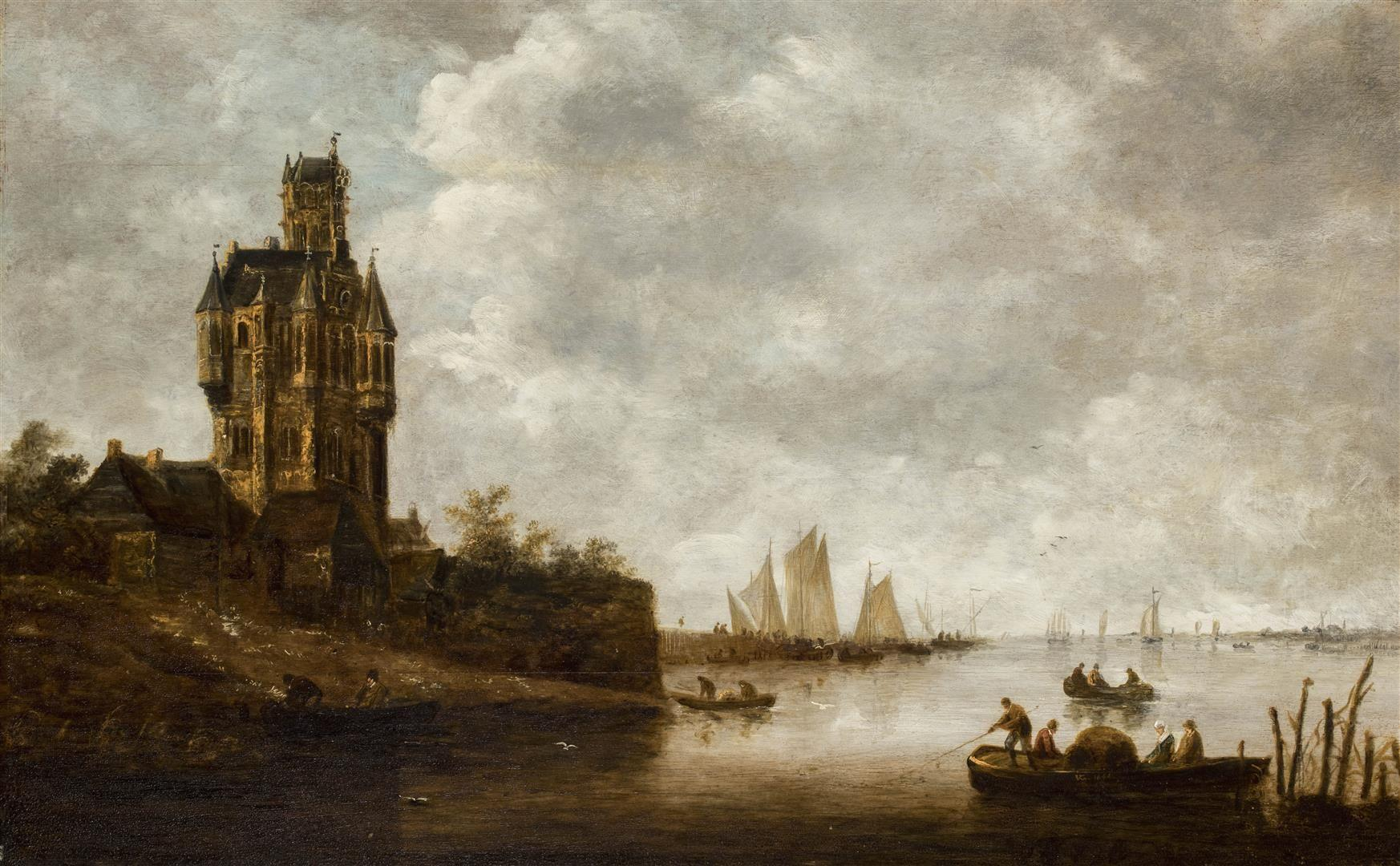
Hollands riviergezicht door een navolger van Jan van Goyen (1644) met mogelijk de Blauwe Toren erop af gebeeld
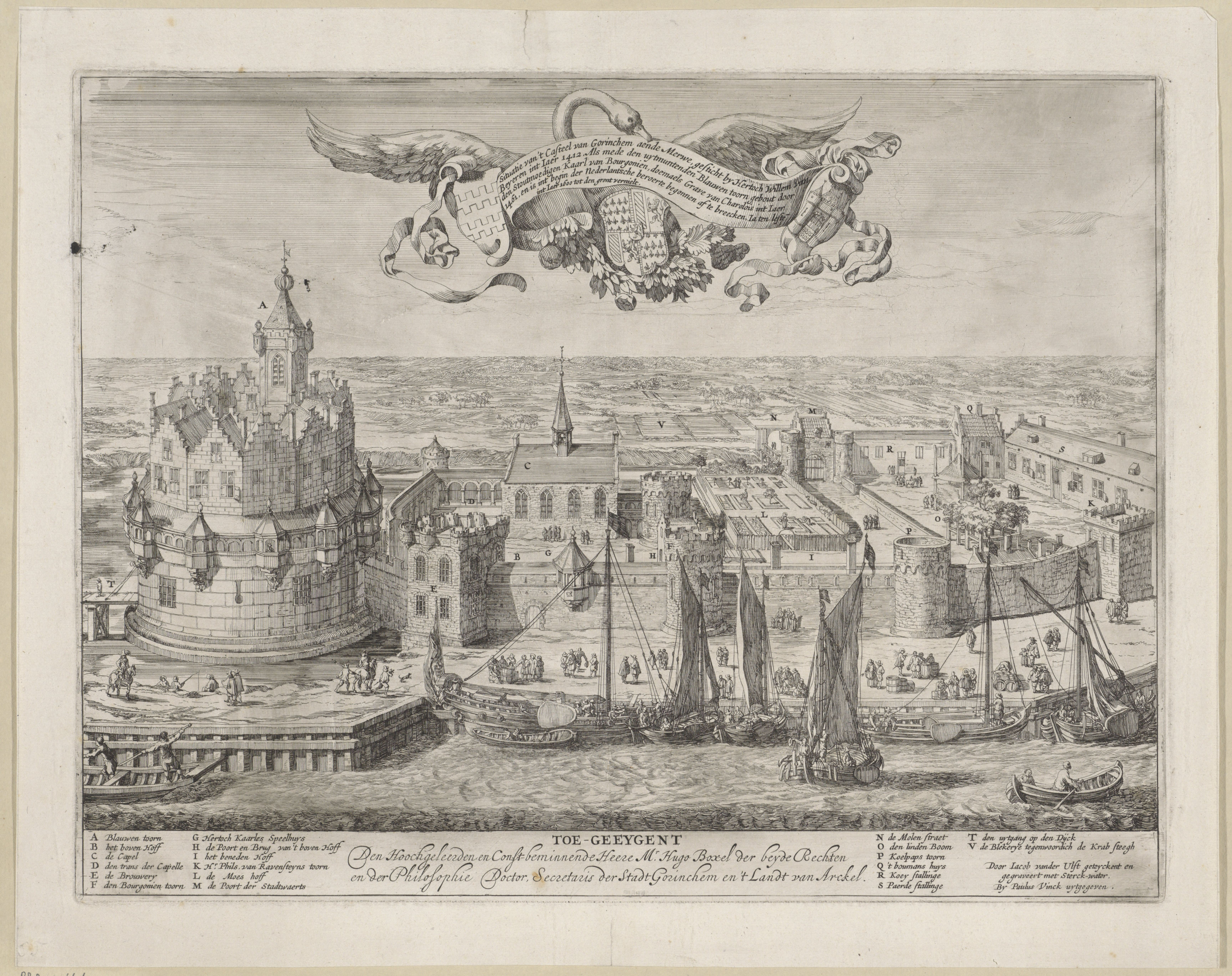
Jacob van der Ulft (1656)
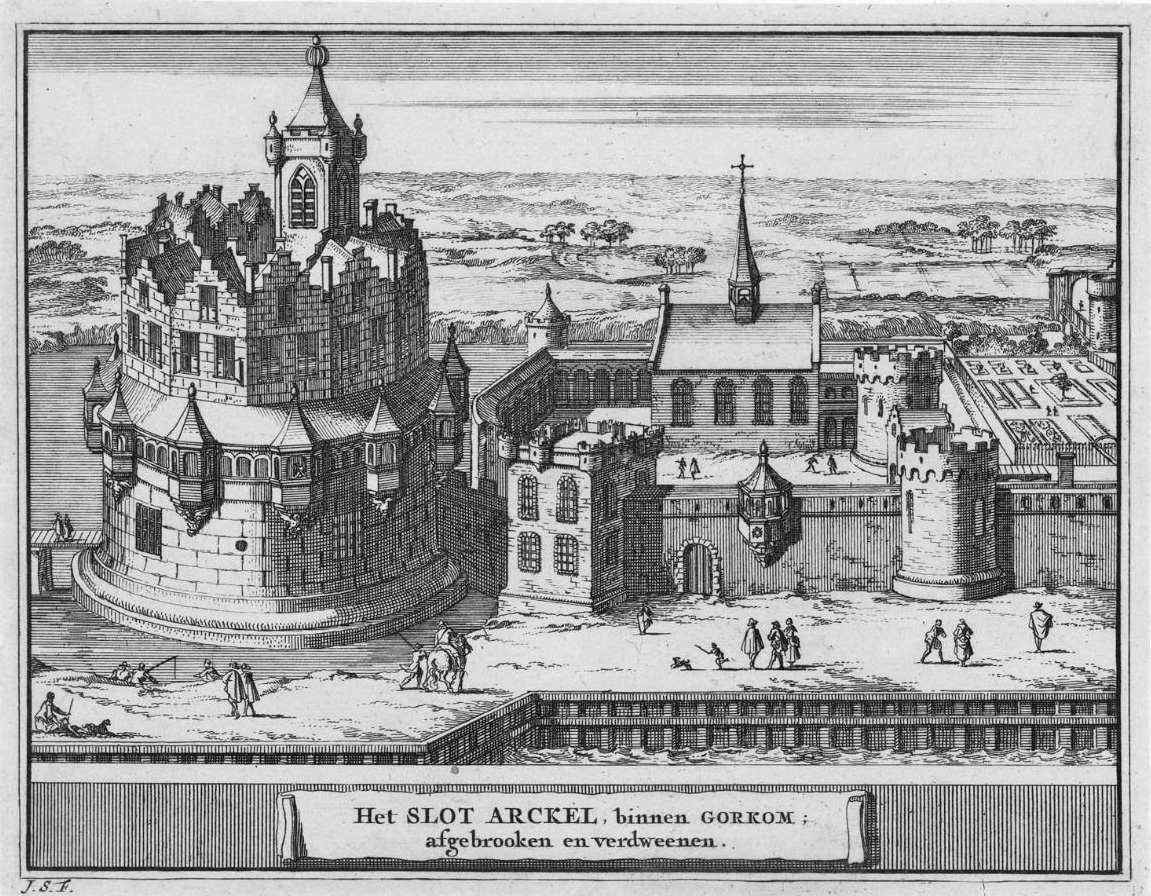
Jacobus Schijnvoet (1711)
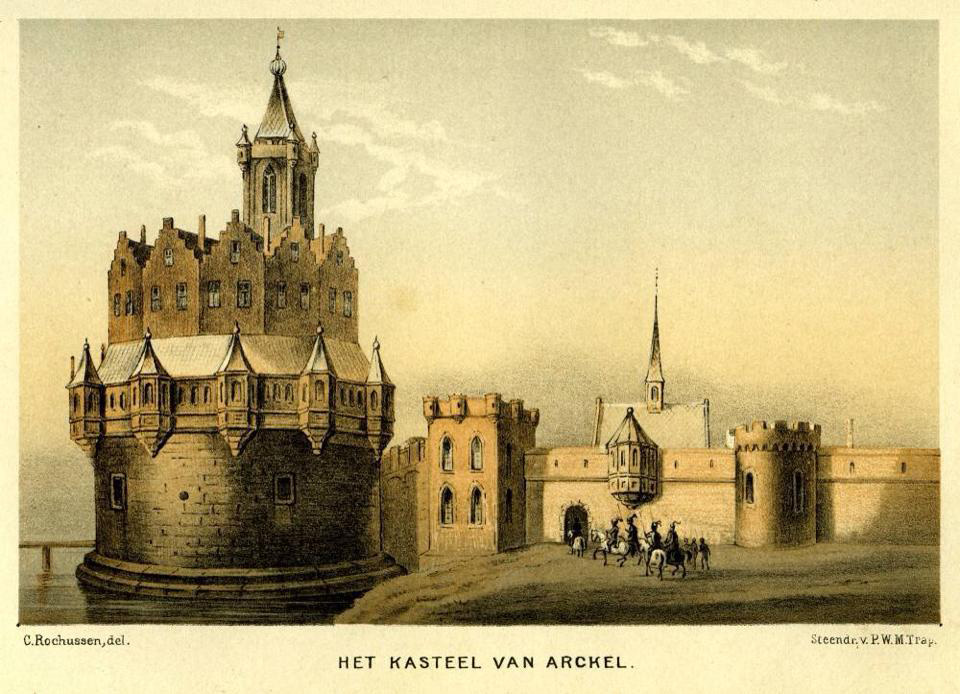
Charles Rochussen (1854)
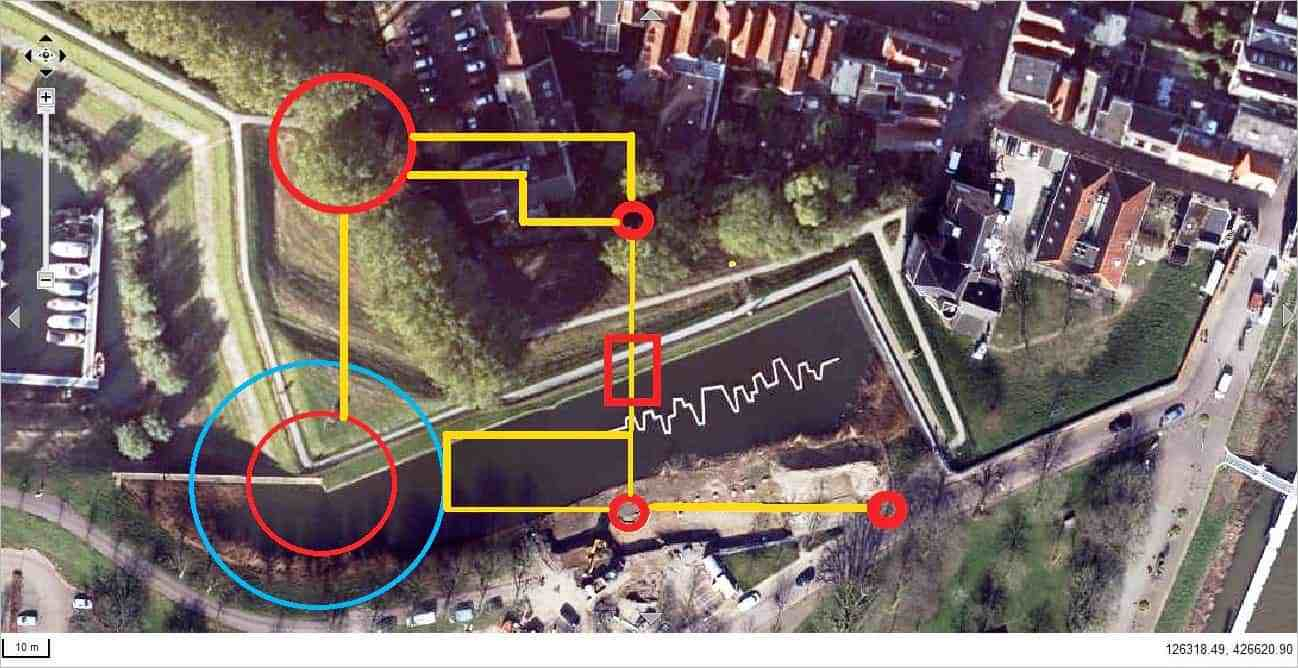
Reconstructie door Arie Saakes (2018)